# Aujan-Mournède
Aujan-Mournède is een gemeente in het Franse departement Gers (regio Occitanie) en telt 94 inwoners (2009). De plaats maakt deel uit van het arrondissement Mirande.

## Geografie
De oppervlakte van Aujan-Mournède bedraagt 8,7 km², de bevolkingsdichtheid is dus 10,8 inwoners per km².
De onderstaande kaart toont de ligging van Aujan-Mournède met de belangrijkste infrastructuur en aangrenzende gemeenten.

## Demografie
Onderstaande figuur toont het verloop van het inwonertal (bron: INSEE-tellingen).